# Domenico Orseolo
Domenico Orseolo († nach 1036 in Ravenna) war im Jahr 1032 für einen einzigen Tag Doge von Venedig. Er usurpierte, unterstützt von einer Minderheit, nach dem Sturz seiner mächtigen Familie den Dogensitz, stieß jedoch auf übermächtigen Widerstand der Volksversammlung. Er floh nach Ravenna, wo er noch mindestens vier Jahre lebte, wie eine Urkunde erweist. In den zeitlich näheren Quellen erscheint er als Dominicus Ursiolo oder Domenego Ursiolo. Domenico gehörte der letzten der drei Familien an, die im Laufe der venezianischen Geschichte versuchten, das Dogenamt erblich zu machen. Zugleich war er der letzte Doge aus der Orseolo-Familie.

## Einordnung
Heiratsallianzen und die Besetzung von hohen Kirchenpositionen waren ein Kennzeichen der Politik der Familie Orseolo, die eine Art Erbmonarchie anstrebte. Bedroht war die Stellung Venedigs stärker durch äußere Mächte. Das westliche Kaiserreich unterstützte den Patriarchen von Aquileia Poppo gegen Venedig. Dieser versuchte, das Patriarchat Grado zu seinem Suffraganbistum zu machen. Dieses Vorgehen bedrohte sowohl die Stellung Venedigs, als auch die Machtposition der Orseolo, denn Orso Orseolo war dort Patriarch und die von Grado abhängigen Bistümer lagen auf venezianischem Gebiet. 
Als der Doge Ottone Orseolo (1009–1026) in Folge eines Aufstands, den die Familien Flabanico und Gradenigo wohl angefeuert hatten, gestürzt wurde, bemächtigten sich seine Gegner unter Führung des Domenico Flabanico des Dogen und verbannten ihn aus Venedig. An seine Stelle trat als Doge Pietro Centranico, eine „Kreatur“ des Domenico Flabanico. Ottone ging ins Exil nach Konstantinopel. Dort starb zwar 1028 der Kaiser, der der Schwiegervater des älteren Bruders von Ottone, von Giovanni (Johannes) gewesen war, doch blieb, auch wenn dieser Bruder gleichfalls längst verstorben war, die Partei der Orseolo einflussreich. 
Die Unfähigkeit Centranicos, ein Mittel gegen Unruhen in Dalmatien und gegen den Patriarchen Poppo von Aquileia zu finden, der mit Rückendeckung König Konrads II. den Handel der Venezianer schädigte, führte zu seinem Sturz. Wieder übernahm ein Mitglied der Orseolo-Familie, der Patriarch Orso Orseolo, das Dogenamt. Er ließ Ottone aus Konstantinopel zurückrufen, doch starb dieser im Frühjahr 1032 ohne Venedig erreicht zu haben. Auf die Todesnachricht hin trat Orso zurück. 
Domenico Orseolo, der in unbekanntem Verwandtschaftsverhältnis zu den Dogen stand, nutzte die Gelegenheit, um sich selbst zum Dogen zu erheben, doch musste er auf Druck der Volksversammlung weichen und ins Exil nach Ravenna gehen. Am Ende übernahm Domenico Flabanico die Macht, dem es 1040 gelang, die Erbmonarchie in Venedig endgültig auszuschließen.
Die Kenntnisse über die venezianische Geschichte sind um diese Zeit wieder wesentlich geringer als bis zum Jahr 1008, da der wichtigste Historiograph der frühen Geschichte der Stadt, Johannes Diaconus, gestorben war. Infolgedessen wurde die Chronik des Dogen Andrea Dandolo aus dem 14. Jahrhundert maßgeblich.

## Familie, politischer Hintergrund, gescheiterte Usurpation
Die Orseolo beherrschten in höchstem Maße die venezianische Politik, zugleich waren sie mit den mächtigsten Dynasten verwandt. Domenico Orseolo gehörte zu einer einflussreichen tribunizischen Familie, die mit Pietro II. Orseolo, Pietro I. und Ottone bereits drei Dogen gestellt hatte. Die Brüder des Dogen Ottone, Orso und Vitale, bekleideten als Patriarch von Grado und Bischof von Torcello die höchsten geistlichen Ämter. Ottone war eines von neun Kindern Pietros II. und seiner Frau Maria, Tochter des Dogen Vitale Candiano. Als drittgeborener Sohn wurde er Patenkind des römisch-deutschen Kaisers Otto III., nach dem er benannt wurde. Verheiratet war er ab 1011 mit einer Tochter des ungarischen Großfürsten Géza, wodurch er zum Schwager von Stephan I., dem ungarischen König, wurde.
Im Jahr 1004 begleitete Ottone seinen ältesten Bruder Giovanni (Johannes), der bereits Mitdoge war, nach Konstantinopel. Johannes heiratete dort Maria, eine Tochter aus kaiserlichem Hause. Doch 1007 starben Johannes, Maria und ihr gemeinsamer Sohn Basilios in Venedig, wie es heißt, an der Pest. So wurde Ottone zum Mitdogen seines Vaters. Als dieser starb, wurde er selbst im Alter von 16 Jahren zum Dogen erhoben. Von Ottones vier Schwestern gingen drei ins Kloster, während Hicela (Icella) Stephan (Stjepan) heiratete, den Sohn des kroatischen Königs Krešimir III.
Als 1018 der Patriarch von Grado, Vitale Candiano, nach fast fünfzigjähriger Amtszeit starb, erreichte die Familie, dass Ottones Bruder Orso, der bis dahin Bischof von Torcello gewesen war, Candiano im Amt folgte. Dieses Amt übernahm wiederum ein weiterer Bruder, nämlich Vitale, der kaum 20 Jahre alt war. Damit waren die höchsten Würden in der Hand der Orseolo.
Wie sein Vater handelte Ottone Orseolo in Abstimmung mit Konstantinopel. Hingegen kühlten sich die Beziehungen zum westlichen Kaiserreich ab. Dieses unterstützte die Ambitionen des Patriarchen von Aquileia Poppo. Das Patriarchat Aquileia lag seit Jahrhunderten in Konflikt mit dem Patriarchat Grado, das Poppo versuchte wieder zu seinem Suffraganbistum zu machen; damit aber beanspruchte er Einfluss auf venezianischem Gebiet. Auch wurde dadurch die gesicherte Machtposition der Orseolo gefährdet. Der Konflikt eskalierte, als Ottone aus Venedig vertrieben wurde.
Dies wiederum war die Folge eines Volksaufstands, den die Flabanici und die Gradenigo wohl angefeuert hatten. Ottone, dem sein Bruder Orso folgte, erschien in Istrien auf Gradenser Gebiet, während Poppo die Gelegenheit nutzte, Grado zu plündern. Venedig rief daraufhin den Dogen zurück, dem die Rückeroberung von Grado gelang. Doch seine Rückkehr war von kurzer Dauer. Unter Führung des Domenico Flabanico bemächtigte sich eine Gruppe von Aufständischen des Dogen, ließ seinen Bart scheren und verjagte ihn aus Venedig. An seine Stelle trat 1026 als Doge Pietro Centranico, eine „Kreatur“ des Domenico Flabianico. Ottone ging nach Konstantinopel, sein Sohn Pietro floh nach Ungarn an den dortigen Hof.
Die Unfähigkeit Centranicos, ein Mittel gegen die Unruhe in Dalmatien und die Feindseligkeiten des Patriarchen Poppo zu finden, der mit Rückendeckung Konrads II. den Handel der Venezianer schädigte, führte zu einem erneuten Umsturz. Der neue Doge wurde von den Anhängern Orseolos schon 1031 wieder gestürzt. Auch ihm wurde der Bart geschoren und er musste seinem Vorgänger nach Konstantinopel ins Exil folgen. Orso Orseolo, der Patriarch, übernahm für 14 Monate die Regentschaft. Er ließ Ottone aus Konstantinopel zurückrufen, doch starb dieser auf der Rückreise von Konstantinopel im Frühjahr 1032.
Nun versuchte der ansonsten unbekannte Domenico Orseolo, wohl mit Unterstützung seiner noch immer einflussreichen Familie, auf den Dogenstuhl zu gelangen. Der Arengo, die Volksversammlung, die zu dieser Zeit noch immer den Dogen wählte, zwang ihn jedoch, nach nur einem Tag als Doge, Venedig zu verlassen und ins Exil nach Ravenna zu gehen. Dort starb er einige Jahre später.

## Rezeption

### Bis gegen Ende der Republik Venedig
Während die frühe Zeit der Orseolo bis 1008 verhältnismäßig gut erforscht ist, lässt dies die völlig veränderte Quellenlage für die Zeit danach, und damit auch für die kurze Herrschaft Domenicos, nicht zu. Nur bis 1008 berichtet die Chronik des Johannes Diaconus, die Istoria Veneticorum, wobei sie dies in für die Epoche ungewöhnlicher Breite tut. 
Venedig stand, soviel lässt sich erkennen, in einem wieder schwieriger werdenden Verhältnis zu den weit überlegenen, überaus expansiven Kaiserreichen, wobei Konrad II. die venedigfeindliche Politik Ottos II. wiederaufnahm. Das ungewöhnlich freundschaftliche Verhältnis zu Otto III., dem Taufpaten und Namensgeber Ottones, hatte bereits 1002 mit dem Tod des Kaisers geendet. Für das Venedig des 14. Jahrhunderts, auf dessen chronikalische Überlieferung wir nach Johannes Diaconus angewiesen sind – sieht man von einigen Urkunden ab –, war die Deutung, die man der Herrschaft der Orseolo und damit auch des letzten Herrschers aus diesem Hause gab, von erheblicher symbolischer Bedeutung im Kontinuum der äußeren Beziehungen, vor allem aber der inneren Auseinandersetzungen zwischen den clanartigen Familienverbänden. Denn wenige Jahre nach dem Sturz Domenicos wurde in Venedig die Erbmonarchie endgültig abgeschafft, es entstand die eigentliche Republik Venedig.
Das Augenmerk der Chronik des Dogen Andrea Dandolo repräsentiert dabei in vollendeter Form die Auffassungen der längst fest etablierten politischen Führungsgremien, die vor allem seit diesem Dogen die Geschichtsschreibung steuerten. Sein Werk wurde von späteren Chronisten und Historikern immer wieder als Vorlage benutzt. Daher wurde es überaus dominierend für die Vorstellungen von der venezianischen Geschichte vor seiner Zeit. Im Mittelpunkt stand bei beiden Chronisten das Recht aus eigener Wurzel, mithin die Herleitung und Legitimation ihres territorialen Anspruches. In diesem Zusammenhang war schon immer die Anerkennung und möglichst die Erweiterung der „alten Verträge“ durch die jeweils neu ins Amt gelangten Kaiser (und Könige) von enormer Bedeutung, denn seit 992 besaß Venedig im Osten ein Privileg, das seinen dortigen Händlern eine enorme, letztlich irreversible Dominanz verlieh, die sich durch den Niedergang nach der Makedonischen Dynastie noch weiter verstärken sollte. Die Frage der Erbmonarchie, an der die Candiano 976 in einer Katastrophe gescheitert waren, und die durch die Orseolo wieder virulent wurde, war zur Zeit Andrea Dandolos in keiner Weise mehr mit den Interessen der zu dieser Zeit herrschenden Familien, vor allem aber nicht mehr mit dem Stand der Verfassungsentwicklung in Übereinstimmung zu bringen. Die Etappen der politischen Entwicklungen, die schließlich zur weitgehenden Entmachtung des Dogen, dem man möglichst nur noch Repräsentationsaufgaben zuwies, aber keine eigenständigen Entscheidungen mehr zugestand, war ein weiteres Darstellungsziel. Dies galt in besonderem Maße bei Pietro II. Orseolo, der im Gegenteil diesen Herrschertypus verkörpert hatte, denn in ihm sah man geradezu absolutistische Züge. Das Scheitern der Orseolo war somit zentral, denn in einer Reihe von Etappen gelang es, die institutionelle Einbindung des Amtes bis zum 14. Jahrhundert vergleichsweise weit voranzutreiben. Zugleich blieb einerseits der Ausgleich zwischen den ehrgeizigen und dominierenden Familien eines der wichtigsten Ziele, denn sie hatten nicht nur mehrfach für bürgerkriegsartige Zustände in der Stadt gesorgt, sondern auch externe Mächte zur Einmischung veranlasst und erhebliche Teile der Stadt in Schutt und Asche gelegt. Ebenfalls erklärungsbedürftig war die Herleitung der herausgehobenen Position der ‚nobili‘ im Staat. Unter den Orseolo gelang dieser Ausgleich nicht, was wieder einmal zu mörderischen Kämpfen zwischen den Adelsfamilien führte. Diese Kämpfe boten zugleich, weil die Kirchenämter hierbei eine wesentliche Rolle spielten, dem Patriarchen von Aquileia und dem dahinterstehenden Römisch-deutschen Reich, sowie dem Papst, neue Möglichkeiten der Einmischung.
Noch die erste Redaktion der Origo civitatum Italie seu Venetiarum erwähnt, im Gegensatz zu Andrea Dandolo, dass Domenico durch „non modica quantitate“ des Volkes gewählt worden sei, während die dritte Redaktion ihn zum Usurpator machte, der nur eine Nacht im Dogenpalast zugebracht habe. Bei Andrea Dandolo wurde aus der ‚nicht geringen Menge‘ des Volkes eine nur noch „modica quantitate“.
Die älteste volkssprachliche Chronik Venedigs, die Cronica di Venexia detta di Enrico Dandolo aus dem späten 14. Jahrhundert, stellt die Vorgänge ebenso wie Andrea Dandolo auf einer in dieser Zeit längst geläufigen, von Einzelpersonen, vor allem den Dogen beherrschten Ebene dar, wenn auch in diesem Falle die Volksversammlung die entscheidende Rolle übernahm. Nach der Rückeroberung Grados, das der Patriarch von Aquileia erobert hatte, ließ der Doge die Stadt „murar fortemente et afossar“, also die Mauern verstärken und Gräben ziehen. Die Chronik erwähnt zwar, dass fast das ganze Volk den Dogen gehasst habe, und dass „Domenego Flabanico“ ihn schließlich seiner Würde beraubte, doch ein Grund für den Hass wird nicht angegeben. Hingegen erwähnt der Chronist das Abschneiden des Bartes und meint, der gestürzte Doge sei im Mönchshabit nach Grado verbannt worden. Auch Orso, der Patriarch von Grado, fürchtete das Volk und floh aus Venedig. Der Chronist widmet der Rolle des Domenico wenige Zeilen: „Domenego Ursiolo, sença voler del popolo, intrado nel ducado per obtegnir quello cum volluntade de pochi, ne dimorò un dì; l'altro seguente sentendo lo povolo conturbado contra de lui si tolse di quelo, per la qual cosa bandigiado fu de Venesia, fuggido a Ravena, lì morì et fu sepelido.“ Eine andere Hand vermerkt als Marginalie das Jahr „MXXXI“. Domenico habe also ohne Einverständnis des Volkes mit der Unterstützung Weniger die Dogenherrschaft an sich gerissen, sei aber nur einen Tag im Amt verblieben. Das aufgebrachte Volk habe ihm die Würde entrissen und ihn gezwungen, ins Exil nach Ravenna zu gehen, wo er gestorben und beigesetzt worden sei.
Pietro Marcello meinte 1502 in seinem später ins Volgare unter dem Titel Vite de'prencipi di Vinegia übersetzten Werk, der Doge „Otone Orseolo“ sei, wie sein berühmter Vater, „con gran consentimento del popolo, fu creato Doge“. Er sei „veramente simile al padre“ gewesen, ‚wahrhaftig dem Vater ähnlich‘, ebenso wie dem Onkel. Er war also nicht nur ein würdiger Nachfolger, sondern auch ein von der Mehrheit gewollter Doge gewesen. Doch fiel er einer „vituperosa congiura“ des Domenico Flabanico zum Opfer, wurde seines Bartes beraubt und nach „Grecia“ verbannt, wo er, wie Marcello behauptet, wenig später starb. „Domenico Orseolo, il quale era strettissimo parente di Otone“, der also ein ‚sehr naher Verwandter Ottones war‘, „temerariamente occupò il Prencipato“, er ‚besetzte tollkühn die Herrschaft‘. Doch sei er nur kurz in ‚diesem Glück‘ geblieben, denn schon am nächsten Tag musste er fliehen. Er habe ‚freiwillig sein Exil in Ravenna genommen‘, wo er wenig später gestorben sei. Unter Flabanico sei man so weit gegangen, dass „per publico decreto fosse ordinato, ch'ella non potesse havere ne il Principato, ne Magistrati, ne dignità alcuna“, die Familie sollte also weder das Dogenamt, noch überhaupt irgendein Amt noch eine Würde erhalten (S. 51 f.).
Nach den Historie venete dal principio della città fino all’anno 1382 des Gian Giacomo Caroldo, die er 1532 abschloss, erhoben die Venezianer „Otho“ zum Mitdogen, um den Vater zu trösten. Im Jahr „MJX“ begann „Otho Orsiolo“ den „Ducato“ zu regieren. Als ihn im 9. Jahr die dalmatinischen Städte um Hilfe gegen „Cresimir, presidente nel Regno di Croatia“ baten, kam Ottone ihnen mit einer „potente armata“ zu Hilfe, womit er jene „Provincia“ sicherte. Sein Bruder Orso wurde vom Patriarchen von Aquileia in Bedrängnis gebracht, hinter dem „Imperatore Henrico Bavaro“ stand. Auch Caroldo sind die Ursachen für die „grandissima discordia“, die die Venezianer entzweite, und die den Dogen und seinen Bruder zur Flucht zwangen, offenbar unbekannt. Nach ihm flohen die Brüder nach Istrien. „Pepo Patriarcha Aquilegiense“ gelangte unter dem Vorwand, den beiden Flüchtlingen zu Hilfe zu eilen, in die Stadt Grado, wo er „rovinò le chiese, violò le Monache, asporto via li thesori delle Chiese et della Città“. Er zerstörte also die Kirchen, vergewaltigte die Nonnen und nahm die Schätze von Kirche und Stadt mit. Die Venezianer, die die „perfidia del barbaro et inquissimo Patriarcha“ erlebt hatten, riefen ihren Dogen und seinen Bruder zurück. Nach der Rückgewinnung von Grado kam es zu neuerlichem Streit, als „Dominico Gradenigo“ starb, der Bischof von Olivolo, und der Doge dessen Nachfolger aus derselben Familie nicht investieren wollte. Wieder kam es zu ‚großer Zwietracht‘ und auf Betreiben des Dominico Flabanico („per instigatione di Dominico Flabanico“) wurde der Doge seines Bartes beraubt. Er wurde, folgt man dieser Chronik, nicht nach Grado verbannt, sondern nach Konstantinopel. Nach Caroldo „Dominico Orsiolo occupò il Ducato l’anno MXXXIJ. Costui era della famiglia d’Otho Orsiolo et in favor suo havea quasi la metà del popolo, chel’eccitava ad usurpare il Ducato, mà tutti gli altri, che desideravano viver in libertà, havendo in odio la tirannide, gli furono contrarij et lo fecero fuggire a Ravenna, ove mancò di questa vita; et fù ivi sepolto, sendo stà un giorno solo“, Domenico okkupierte also die Dogenwürde im Jahr 1032, wobei etwa die Hälfte des Volkes hinter ihm gestanden habe. Doch die übrigen, die in Freiheit leben wollten und die Tyrannei hassten, wandten sich gegen ihn. Er musste nach Ravenna fliehen, wo er starb und beerdigt wurde, nachdem er nur einen Tag Doge gewesen war.
Heinrich Kellner meint in seiner 1574 erschienenen Chronica das ist Warhaffte eigentliche vnd kurtze Beschreibung, aller Hertzogen zu Venedig Leben, Ottone sei „mit grosser gutwilligkeit deß Volcks an seines Vattern statt Hertzog erwehlet worden /im jar 1009“. Kellner war nicht der erste, der über Dalmatien zur Zeit von Ottones Vater behauptete, dass „alle Städte auff dem Lande mit neuwen Amptleuten oder Vögten besetzt worden“ seien. Dementsprechend habe Ottone die Eiderneuerung von seinen „Underthanen“ verlangt. Nach seiner Rückkehr wurde er „durch ein schändtliche Verrähterey von Dominico Fabianico uberfallen / wie er sich dessen am wenigsten versahe / ward im der Bart zur schande abgeschnitten/und im fünfftzehen jar seiner Regierung in Griechenland verjaget/daselbst er dann bald hernach starb.“ Als „Orsus sein Bruder/als er seines Brudern Todt erfuhr/sagt er das Ampt auff. Und in seinem abwesen drang Dominicus Orsoel/welcher Ottonis gar naher und grosser Freundt war / sich muhtwilliglich das Hertzogthumb/aber es blieb im das glück nicht lang/dann den andern tag / nach dem er sich des Herzogthumbs angemaßt hatte / ist er von der Gemein / die irer Freyheit indenck war/verjagt worden. Unnd er flohe darvon / und zoge gutwilliglich ins elendt/gen Rauenna/allda er bald hernach mit Todt verschied“ (S. 20).
Im Saal des Großen Rates, dem bei Weitem größten Saal im Dogenpalast, wurde im 16. Jahrhundert unter den nach einem Brand renovierten Dogengemälden auch ein Idealporträt des Domenico Orseolo angebracht, das ein Spruchband mit „Vivus ab haerede rexi una luce ducatum“ untertitelt ist.
In der Übersetzung von Alessandro Maria Vianolis Historia Veneta, die 1686 in Nürnberg unter dem Titel Der Venetianischen Hertzogen Leben / Regierung, und Absterben / Von dem Ersten Paulutio Anafesto an / biss auf den itzt-regierenden Marcum Antonium Justiniani erschien, verursachte zwar auch jener „Dominico Flabanico“ den Sturz Ottones, doch sei „wiewol gantz verborgener Weise/Petrus Centranicus, der am allermeisten nach der Hertzoglichen Hoheit getrachtet/das Haupt gewesen“. Ottone wurde überfallen, seines Haupthaares beraubt, ihm wurde „eine Mönchs-Kutte mit Gewalt angeleget / und in Griechenland verwiesen“. Ob Petrus Centranicus die Dogenwürde „durch die gewöhnliche Wahl“ erlangte, oder „ob er sich derselben mit Gewalt bemächtigt“ habe, „weiß man nicht gewiß“ (S. 167). „Orsus, als Patriarch zu Grado“ habe „die Gemeine mit höchstem Fleiß regieret“, doch als er von „seines Brudern Tode in Griechenland verstanden[, habe er] die Regierung freywillig aufgegeben / und dieselbe / worüber sich höchlich zu verwundern / weiln die Authorität und das grosse Ansehen des Orseolischen Geschlechts allzu hoch gestiegen gewesen / dem Domenico Orseolo überlassen / so aber nicht lang darbey verblieben/ dann er gleich des folgenden Tags darauf/von dem Volck/welches über die allzu grosse Gewalt gedachter Familien etwas geeifert / darvon verjaget / und von demselben sich nacher Ravenna zu retiriren / gezwungen worden / indeme so ferne es der Mühe wehrt ist/ihn einen Hertzog zu nennen/mit Einhelligkeit / im Jahr tausend und zwey und dreissig“ sein Nachfolger gewählt wurde.

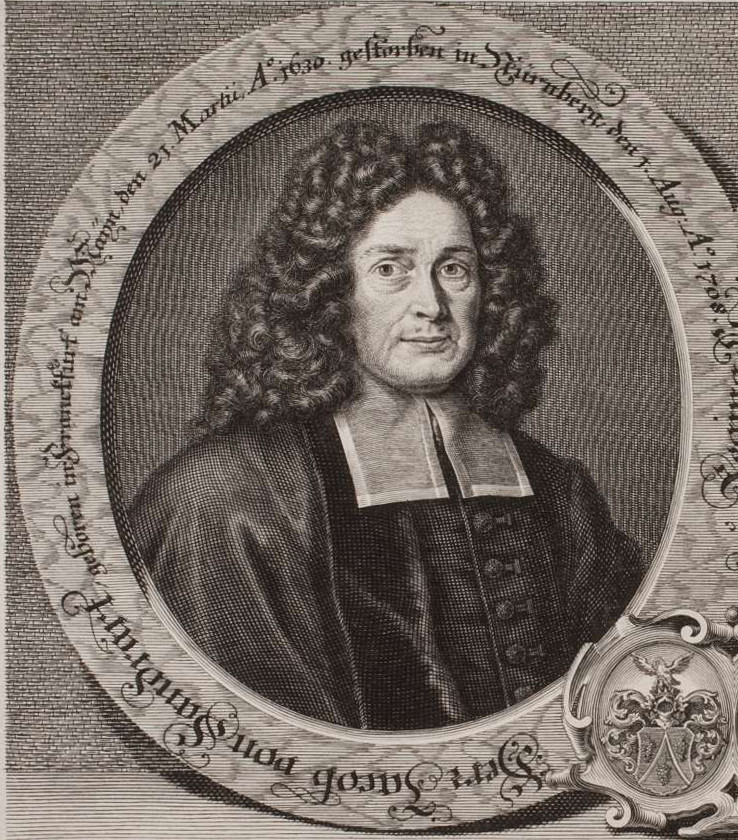
Porträt des Jacob von Sandrart (1630–1708), Maler war Johann Leonhard Hirschmann, Stecher Bernhard Vogel

1687 bemerkte Jacob von Sandrart in seinem Opus Kurtze und vermehrte Beschreibung Von Dem Ursprung / Aufnehmen / Gebiete / und Regierung der Weltberühmten Republick Venedig Domenico Orseolo gar nicht, nachdem schon Vianoli Zweifel gehabt hatte, ob man es denn überhaupt der Mühe für wert hielte, ihn einen „Hertzog“ zu nennen.

### Historisch-kritische Darstellungen
Johann Friedrich LeBret, der ab 1769 seine vierbändige Staatsgeschichte der Republik Venedig publizierte, glaubte, die Orseolo „regiereten“ „wohl, sie hatten schöpferische Staatsgenies: aber desto unerträglicher wurden sie einer Republik, je monarchischer ihre Denkungsart war“ (S. 233). Ottone „trat vollkommen in die Fußtapfen seines Vaters“, den Orseolo wurden weder „kaiserliche noch königliche Prinzessinnen verweigert“. In Kroatien und Dalmatien erhielt der Doge Gelegenheit, „die Rechte seines Volkes zu vertheidigen“ (S. 252). Nach dem Sieg über die Kroaten folgten die Treueide der Städte. Doch „dies war das Ende der schönsten Tage der Urseoler“, stellt LeBret knapp fest. „Der unbestimmte Begriff der venetianischen Freyheit hat viele ihrer Fürsten zu Staatsmärtyrern gemachet.“ „So lange noch keine Gesetze vorhanden waren, welche die Macht der Fürsten umgränzen, und den adelichen Bürgern das Recht gaben, sich den Fürsten zu widersetzen, so lange waren die Unternehmungen dieser Häuser Empörungen“. „Wider den Otto Urseolus verschworen sich keine tugendhaften, sondern die lasterhaftesten Männer vom ersten Range“, diagnostiziert LeBret (S. 254). „Diese ganze Bande […] bemächtigte sich des Dogen, schor ihm den Bart ab, und jagete ihn aus dem Lande.“ Nach dem Tod des Patriarchen Orso „war noch einer aus dem Hause der Orseoler übrig, der die Trümmer dieser Partey zu sammlen suchete.“ Er „riß zwar … auf die verhaßteste Art, ohne Einwilligung des Volkes, die Regierung an sich, aber ohne den Geist seiner Vorältern zu haben“, glaubt der Autor (S. 156). „Er sah die herzogliche Krone als ein Eigenthum seines Hauses an … die Stimme des Volkes achtete er nicht; er gieng viel mehr mit seinem geringen Anhange in den Pallast, bemächtigte sich desselben, und setzete sich auf dem Throne fest.“ „Man griff ihn in dem Pallaste an, wo er Mine machete, als ob er sich vertheidigen wollte; aber eben dieser Widerstand erbitterte das Volk noch mehr“. Pathetisch setzt LeBret fort: „Als er endlich sah, daß so viele Hände schon ausgestrecket waren, sich in seinem Blute zu baden: so schlich er sich durch die verborgene Thüre des Pallastes davon, und floh in aller Geschwindigkeit nach Ravenna, wo er nicht lange hernach vor Verdrusse starb“ (S. 157). „Der letzte Orseoler verdunkelte den ganzen Ruhm dieses verdienten und berühmten Hauses“, schließt der Autor.
Samuele Romanin, der sehr detailreich darstellende und in den historischen Zusammenhang einbettende Historiker, der diese Epoche 1853 im ersten der zehn Bände seiner Storia documentata di Venezia darstellt, meint knapp, Orso sei nach dem Tod Ottones zurückgetreten, nachdem er selbst nur 14 Monate im Amt gewesen war. Für Romanin war es die Anhäufung zu vieler der höchsten Ämter, die die Grundlage für die spätere Rebellion gegen Ottone gebildet hatte. Diesem sei es zwar gelungen, die ‚nationale Ehre‘ wiederherzustellen und Grado zurückzuerobern, doch habe der Streit um die Nachfolge auf dem Bischofssitz von Olivolo, in dem Ottone den 18-jährigen Kandidaten der Gradenigo nicht bestätigen wollte, zu neuen Konflikten geführt. Unter Führung der Flabianici wurde Ottone gestürzt, geschoren und nach Konstantinopel verbannt. Sein Bruder Orso floh und wurde gleichfalls verbannt. Nach einer langen und stürmischen Beratung wurde Domenico Centranico zum Dogen gewählt. Romanin beruft sich bei der nur erwähnten Usurpation durch Domenico auf Andrea Dandolo („Hic de stirpe Ottonis“) und fügt lakonisch an, er sei vom wütenden Volk vertrieben worden. Dieser mehrfache Wechsel in der Machtfrage wurde erst durch diese Vertreibung und in Folge der Wahl des Domenico Flabianico beendet. Romanin erwähnt darüber hinaus ein Dokument aus dem Jahr 1049, das einen Pietro Orseolo nennt, einen Sohn des Domenico Orseolo. Demnach war dieser Sohn des Usurpators in Konflikt mit den Einwohnern der beiden Chioggia geraten (S. 305, Anm. 3). Domenico werde, so der Autor, in dem genannten Dokument explizit als Sohn des Dogen „Pietro“ genannt; dieser Sohn sei von Heinrich II. aus der Taufe gehoben worden und habe den Namen seines Taufpaten angenommen, ähnlich wie Ottone, dessen ursprünglicher Name ja Pietro gewesen, von Otto III. aus der Taufe gehoben worden war, und dessen Namen er erhalten hatte. Der Sohn des Domenico, Pietro, taucht erneut 1065 in einem Dokument auf. Darin geht es um einen Streit um Land mit einem Abt Giovanni und einem Neffen des Dogen Tribuno Memmo namens Maurizio Memo vor den iudices. Pietro wurde das konzedierte Land erneut mit einer Urkunde eingeräumt (S. 339 f.).
August Friedrich Gfrörer († 1861) nimmt in seiner, erst elf Jahre nach seinem Tod erschienenen Geschichte Venedigs von seiner Gründung bis zum Jahre 1084 an, dass die Überlieferung „lückenhaft“ sei, „und zwar meines Erachtens darum, weil die Chronisten aus Staatsrücksichten Vieles verschwiegen haben.“ Auf dieser Grundannahme baut er ein eigenes Deutungsmuster auf, denn Gfrörer versucht immer wieder die außenpolitische Konstellation für die Ereignisse in Venedig als Hauptverantwortliche zu identifizieren. Für Venedigs Händler, die sich überwiegend im Westen engagierten, ergab sich nach ihm eine „natürliche“ Neigung, die Ottonen zu unterstützen und für diejenigen unter ihnen, die im Osten handelten, eher eine Parteinahme für Byzanz. Johannes Diaconus, die zentrale Quelle, reicht nur bis 1008, danach sind wir auf Andrea Dandolo angewiesen, der, so Gfrörer, Vieles über das 11. Jahrhundert verschweige. Gfrörer sieht in dem von langer Hand vorbereiteten Plan, auf dem Festland „Landeshoheit“ zu erwerben, eine Rolle für den kleinen Ottone, dessen Taufpate der Kaiser wurde. Diesen habe sein Vater nur manipuliert (S. 372). Ein wichtiger Hebel bei seinem perfiden Plan sei die verbale Unterstützung Ottos III. bei der Verwirklichung seiner Weltreichspläne gewesen, doch starb der Kaiser bereits 1002. Ottone, kaum seinem Vater gefolgt, heiratete eine ungarische Prinzessin, was beweise, dass der Doge „an die dauernde Herrschaft seines Hauses über Venetien glaubte“. Dies zeige auch eine im März 1010 ausgestellte Urkunde, in der den Bewohnern von Heracliana Land von dem verstorbenen Dogen in Aussicht gestellt worden war, das sie aber nun erst erhielten, nachdem sie, so der Autor, sich bei der Wahl Ottones zum Dogen als gefügig erwiesen hatten (S. 426). Erst nach dem Sturz Arduins stieß Ottones Flotte in See und eilte den Städten zu Hilfe. Dandolo schildere die Neubesetzung des Patriarchenstuhls von Grado, wo auf Vitalis, den Sohn des 976 gestürzten Dogen Pietro IV. Candiano, nach über fünfzigjähriger Amtszeit, der Bruder Ottones, der seit 1009 amtierende, höchstens 21-jährige Bischof von Torcello, nämlich Orso, folgte. Der vierte Bruder Ottones, Vitalis, wurde Bischof von Torcello. Nun aber türmten sich gewaltige Schwierigkeiten für die scheinbar so fest im Sattel sitzenden Orseoli auf, denn mit dem Ableben des Patriarchen Johann von Aquileia nutzte der Kaiser die Gelegenheit, einen Deutschen auf den dortigen Stuhl zu erheben, seinen Kanzler Wolfgang-Poppo, der sich, „nicht ohne Vorwissen des Kaisers Heinrich II.“, gegen Grado wandte. Schließlich bestätigte der Papst Orsos Rechte, wobei Gfrörer annimmt, dass er dies ab 1022 tun konnte, als er nicht mehr so abhängig vom Kaiser war. Heinrich wiederum verlangte von Ottone Wiedergutmachung für die Missetaten gegen Otto III. – eine Interpretation, der nur Gfrörer anhing, der glaubte, der Vater Ottones habe den schwärmerischen Otto III. nur ausgenutzt. Dazu begann der Kaiser, nach Gfrörer zwischen 1020 und 1024, als er ganz Oberitalien beherrschte, eine gemäßigte Handelsblockade gegen Venedig. Als jedoch der Papst die Rechte Grados bestätigte, gab der Kaiser nach. Papst und Kaiser starben im Jahr 1024. Im selben Jahr mussten Ottone und Orso nach Istrien fliehen. Poppo nutzte die Gelegenheit, als Retter Grados aufzutreten. Weiter schlussfolgerte der Autor, es seien Ottone und Orso gewesen, die die Auslieferung Grados an Poppo, bzw. den Kaiser verlangt hätten. Daher seien sie – wegen des Verdachts auf Hochverrat – nach Istrien geflohen, das zum Reich gehörte, das inzwischen von dem Salier Konrad II. beherrscht wurde. So würde sich erklären, warum Poppo tatsächlich als Schutzherr der Orseoli in Grado auftreten konnte. Damit waren die dortigen Handlungen Poppos „nicht verbrecherische, sondern vertragsmäßige Handlungen“ (S. 440). Papst Johannes XIX. bestätigte Aquileias Rechte, er widerrief sie erst 1029. Gfrörer vermutet, dass dem Ganzen ein Geheimvertrag zugrunde lag, in dem die Orseoli tatsächlich dem Patriarchen Poppo Grado überlassen hatten. Dies hätte aber als Hochverrat gegolten und war damit als offizielle Begründung für eine Anerkennung von Aquileias Rechten nicht brauchbar (S. 443). Erst nach dieser Feststellung kam Grado wieder an die Orseoli. Doch 1026 entzündete sich der besagte Streit um die Neubesetzung des kernvenezianischen Bischofsstuhls von Olivolo, der schließlich zum Sturz Ottones und seines Bruders Orso führte. Schärfste Gegner waren dabei die Gradonico, die den Bischofsstuhl von Torcello beanspruchten. Gfrörer glaubt: „Otto handelte so, weil er den Patriarchenstuhl aus Grado nach der Hauptstadt Venedig verlegen, aber auf demselben seinen Bruder Orso belassen wollte. Unmöglich konnte er also die Wahl des Gradonico gut heißen“ (S. 446). Die Orseoli, die wegen derselben Pläne schon einmal (nach Istrien) vertrieben worden waren, wurden nun erneut gestürzt und verbannt. Wäre der Plan aufgegangen, den Ottone erdacht hatte, dann wäre Venedig eine andere Stadt geworden, so Gfrörer: „schrankenlose Dogen hätten dann dort die Gesetze niedergetreten, die Bürger entwürdigt, die Stühle mit lauter Verwandten, Söhnen, Vettern, Brüdern, blinden Werkzeugen der Willkür des Familienhauptes, besetzt und statt einer glorreichen, meerbeherrschenden Republik, wäre ein elendes, durch allseitigen Argwohn zerrüttetes Fürstenthum aufgekeimt“ (S. 450). „Das venetische Volk“, zitiert Gfrörer Dandolo, „faßte den Beschluß, den vor vier Jahren gestürzten Otto wieder einzusetzen.“ Doch, so setzt der Autor fort, wurde einstweilen Orso, sein Bruder „zum Stellvertreter ernannt“. Ihre Gegner verließen derweil sicherheitshalber die Stadt. Nach 14 Monaten „lief Nachricht aus Constantinopel ein, daß Otto Orseolo daselbst des Todes verblichen sei“ (S. 463 f. ). Wieder nach Dandolo war der Patriarch „blos Stellvertreter seines abwesenden Bruders“, doch hätten „die alten Veneter dennoch seinen Namen – und zwar darum weil er gerecht regierte – in das Verzeichnis der Dogen eingetragen“ (S. 464). Gfrörer hält diese für „amtlich angelegte Verzeichnisse“, die dem Geschichtsschreiber vorgelegen haben müssen. Die lange Dauer zwischen Berufung und Todesnachricht erklärt sich Gfrörer durch die Gegenwehr der Feinde der Orseolo in Konstantinopel. Dies leitet er daraus ab, dass „Flavanico, unmittelbar nach seiner Erhebung zum Dogen, vom Basileus mit dem Titel eines Schwertträgers geschmückt worden ist.“ Abermals Dandolo zitierend habe sich in dieser Situation Domenico Orseolo das Dogat angemaßt: „Allein die große Mehrzahl billigte solches nicht“, „sondern sie erhoben sich wider den Eindringling“ (S. 464 f.). Vor Schrecken floh Domenico „in's italische Reich hinüber“. Die Wortkargheit Andrea Dandolos führt Gfrörer darauf zurück, dass er ansonsten hätte einräumen müssen, dass „Venetien damals keine schlimmeren Feinde hatte, als seine Dogen, Peter Orseolo II., den Ahn, Otto, den Sohn, und Domenico, den Stammsippen, oder vielleicht Enkel“ (S. 465). Den Grund für die Abwehr der Ansprüche Domenicos sieht Gfrörer nach Dandolo darin, dass sie seine Tyrannei verhindern wollten und die freie Verfassung schützen. Da Domenico nur einen Tag Doge war, konnte niemand wissen, dass er ein Tyrann sein würde, daher folgerte Gfrörer, müsse sich dieser Anspruch gegen die Orseoli insgesamt gerichtet haben. Nach seiner Auffassung stützten sich die Orseoli bei ihrem Versuch, aus Venedig eine „Despotie“ zu machen, auf die Salier.
Dem widersprach Pietro Pinton, der Gfrörers Werk im Archivio Veneto in den Jahresbänden XII bis XVI übersetzte und annotierte. Er korrigierte zahlreiche Annahmen Gfrörers, insbesondere wenn es um solche ging, zu denen der Beleg aus den Quellen fehlte oder zu ihnen in Widerspruch stand. Seine eigene kritische Auseinandersetzung mit Gfrörers Werk erschien allerdings erst 1883, gleichfalls im Archivio Veneto. Die innerstädtischen Kämpfe auf bloße Außenpolitik und das von Gfrörer behauptete Streben der Orseoli nach „Byzantinismus“ zurückzuführen, greift für Pinton zu kurz, für den in diesem Falle die innervenezianischen Auseinandersetzungen von größerer Bedeutung waren. Gerade diese ignoriere Gfrörer aber praktisch bei jedem politischen Manöver in Venedig. Pinton erscheint auch die Deutung der Heiratspolitik als bloße Manifestation dynastischer Ansprüche zu einseitig – wenn er auch akzeptiert, dass schon die Candiano und Particiaco die Erblichkeit ihres Amtes anstrebten –, denn diese Ehen dienten auch als Schutzmittel gegen Feindseligkeiten von Seiten externer Herrscher. Dies galt auch für Slawen und Ungarn. Auch weist Pinton Gfrörers Deutung der Urkunde für Heraclea als unwahrscheinlich zurück, denn offenbar wurde Ottone ohne Widerstand statt seines an der Pest verstorbenen Bruders als neuer Mitdoge und Nachfolger seines Vaters akzeptiert. Zudem sei die Dogenwahl doch wohl eher von Angehörigen der Volksversammlung durchgeführt worden, und der kleine Ort habe dabei wohl kaum eine Rolle gespielt. Die meisten, wenn nicht alle der Versammelten seien wohl in der „città di Rialto“ ansässig gewesen. Auch dürfte der Bischof von Adria wohl kaum in der Hoffnung auf Unterstützung Arduins von Ivrea gerechnet haben, denn jener Arduin war selbst seit 1014/15 in einer verzweifelten Lage im Kampf gegen Heinrich II. Auch kritisiert Pinton die Voraussetzungslosigkeit, mit der Gfrörer einen Niedergang der venezianischen Macht in Dalmatien nach 1000 ableitet, während Pinton eher annimmt, die kroatischen Umtriebe hätten erst 1016 begonnen. Hinsichtlich der Aktivitäten Poppos und Heinrichs auf Istrien nimmt Pinton an, dass es dem Kaiser gelungen war, dort die Reichsrechte wieder durchzusetzen, was durch Poppos Kampf gegen Grado, dem ja auch die istrischen Bistümer unterstanden, erleichtert wurde. Erst mit der Erkenntnis, dass es durch die Kämpfe zu Schädigungen Istriens kam, sorgte der Kaiser für eine Mäßigung im Kampf gegen den Orseolo-Patriarchen. Die Flucht der beiden Orseoli nach Istrien, die Gfrörer als Unterschutzstellung unter den Kaiser deutet, als Hochverrat, lehnt Pinton ab, der eher die persönlichen Feindschaften innerhalb Venedigs als Ursache sieht. Dies passe zudem nicht zur Rückeroberung Grados zum Schaden des Kaisers und des Patriarchen von Aquileia, ebenso wenig dazu, dass die Mehrheit der Volksversammlung den Dogen zwei Mal zurückholte. Als äußerst verwegen betrachtet Pinton die These Gfrörers, die Orseoli wollten das unsichere Grado aufgeben, um auf Rialto ein Patriarchat zu errichten – auch dies ohne Quellen, was Gfrörer – nicht zum ersten Mal – mit einem Geheimabkommen erklärt. So stimmt Pinton zwar zu, dass die Orseoli über den Versuch stürzten, eine Art Monarchie zu errichten, aber die dahinter liegenden Mutmaßungen bis hin zum Hochverrat hält er für nicht haltbar. Dass die Venezianer sehr wohl Vertrauen in die Orseoli hatten, wenigstens im Falle des Patriarchen und Dogen Ursus, erweise sich eben darin, dass er in die Dogenliste eingetragen wurde, wie ja Andrea Dandolo vermerkt habe, und dass Ursus aus Liebe zum Vaterland zurückgetreten sei (S. 361). Die Gegenwehr der Venezianer habe sich eben nicht gegen die Familie insgesamt gerichtet, sondern gegen Domenico, den Dandolo einen „Usurpator“ nennt. Während für Dandolo die Gewalt und die Unterstützung durch Wenige einen Usurpator ausmachten, und die Familie daher – im Gegensatz zur Behauptung Gfrörers – keineswegs vertrieben wurde, verteidigten die Venezianer vor allem die Sicherheit und den Vorteil der Republik gegen „quello stolto, che vien subito rovesciato dal trono“, gegen jenen ‚Dummkopf‘ also, der sogleich gestürzt wurde (S. 362).
1861 hatte Francesco Zanotto, der in seinem Il Palazzo ducale di Venezia der Volksversammlung erheblichen Einfluss einräumte, berichtet, dass Ottone nach dem Tod des Vaters einfach im Amt verblieb. Die Brüder Johannes und Otto wurden bei ihm mit einer „splendidezza veramente orientale“ in Konstantinopel empfangen (S. 63), doch fielen Johannes und seine kleine Familie der Pest zum Opfer. Zum Trost gestattete das Volk dem Dogen, seinen drittgeborenen Sohn Otto zum Mitdogen zu erheben, obwohl dieser erst 14 Jahre zählte. Doch war er mit denjenigen Eigenschaften ausgestattet, darin folgt Zanotto ‚den Chronisten‘, insbesondere Sanudo, die man zur Staatslenkung brauchte: „Saggio, prudente, giusto, pio, bello del corpo e dovizioso“. Zanotto behauptet, Ottone habe die Decime geregelt, die die Bürger für die öffentlichen Aufgaben bezahlten, und die von den Vorgängern und den Gastalden zweckentfremdet worden waren („alterati“). Dann ging er gegen die „Slavi-Croati“ vor, die sich bereits Zaras bemächtigt hatten. Nach dem Sieg sah sich der Doge mit dem Neid einiger Familien konfrontiert, die einen großen Teil des Volkes gegen die übermächtigen Orseoli aufstachelten. Das Volk, immer ‚leichtgläubig weil unwissend‘ („credulo perchè ignorante“), und ‚wankelmütig wie die See‘ wollte den Dogen stürzen, der jedoch zusammen mit seinem Bruder Orso nach Istrien floh. Auch Poppo von Aquileia intrigierte demnach gegen Orso, besetzte Grado, dabei vorgebend, er wolle sich nur um eine im Stich gelassene Herde kümmern. Kaum in die Stadt gelassen, ließ er diese plündern und habe dabei keinerlei Verbrechen gescheut. Ob die Venezianer das Unrecht erkannten, oder ob Freunde der Orseoli es bekannt machten, die Venezianer bedauerten die Vertreibung und holten die Brüder aus Istrien zurück. Diese nahmen die Aufgabe wahr, Poppo zu bestrafen und Grado zurückzuerobern. Doch Hass, Neid, der schlechte Geist der den Orseoli feindlichen Familien habe zwei Jahre später eine ‚neue Revolte‘ hervorgebracht. Dafür habe wiederum der Streit um den Bischofsstuhl von Torcello den Vorwand abgegeben, wie Zanotto behauptet. „Stimolati“ von den Flabanici unter ihrem Oberhaupt Domenico, ‚ein Mann zu jedem Delikt bereit‘, ließ sich das Volk unter Führung der Gradenighi zum Sturz des Dogen bereden. Ottone wurde geschoren und nach Konstantinopel verbannt, Orso floh. Der Doge galt dem Verfasser als Beispiel dafür, dass ein Staatslenker mit guten Eigenschaften durch ungerechte Revolten des Volkes gestürzt werden könne, wenn dieses, gegen das evangelische Diktat, sich zum Richter über seine Regierenden aufschwinge. Orso hingegen, so führt auch Zanotto an, hätten die Alten in die Dogenliste eingetragen, unter ihm sei sogar eine neue, kleine Münze geprägt worden, die sogar noch vier Jahrhunderte später, unter Andrea Dandolo, zirkuliert sei (S. 68). Schließlich habe Domenico Orseolo versucht, das Dogenamt zu usurpieren, doch „appena fu consapevole la nazione dell'atto violento, riprovando la temerità di lui, diede mano alle armi, e furiosamente lo cacciò, obbligandolo, per lo spavento, a fuggire, e ripararsi a Ravenna, ove, secondo il Sanudo, dopo otto soli giorni, morì“ (S. 69). Er starb demnach, wenn man Sanudo folgt, nur acht Tage nach seinem Sturz.
Heinrich Kretschmayr meint, während der erste und dritte Sohn, Johannes und Otto, zu Mitdogen erhoben wurden, nämlich 1002 bzw. 1008, wurden der zweite und der vierte Sohn, Orso und Vitale, zu Patriarchen von Grado. Damit habe die Familie die beiden wichtigsten Ebenen der venezianischen Politik beherrscht. Außenpolitisch bezeugen die Ehen der Brüder Johannes und Otto – mit der Byzantinerin Maria und der Schwester König Stephans von Ungarn, die zugleich Schwägerin Kaiser Heinrichs II. war –, dass Venedig für kurze Zeit auf der gleichen Ebene agierte, wie die beiden Kaiserreiche. König Otto, der auf dem Weg zur Kaiserkrönung nach Rom war, hob Pietro-Ottone, aus der Taufe. Schließlich wollte der Kaiser den Dogen persönlich kennenlernen, woraufhin es zum geheimen Aufenthalt des Kaisers in Venedig kam, der am 13. April 1001 begann. Wieder hob er ein Kind des Dogen aus der Taufe, diesmal eine Tochter – für Kretschmayr eine reine „Stimmungsseligkeit“ aus „Liebe zum Freunde und zum heiligen Markus“ (S. 134). Für Kretschmayr war es Poppos Ehrgeiz, sich das gesamte Patriarchat Grado einschließlich seiner Suffraganbistümer zu unterstellen, der den umfassenden folgenden Konflikt auslöste. Doch weder beim Papst noch bei seinem Oberherrn fand er „Unterstützung oder auch nur Verständnis“. „Während der Regierung des Dogen Otto muss eine starke Opposition gegen die Orseoler sich herausgebildet haben, von deren Werden und Wachsen freilich nichts verlautet“, wie der Autor einräumt. Sie zwang Ottone und Orso zur Flucht, was nach Kretschmayr nur einen Widerhall der Thronwechsel des Jahres 1024 im Reich und in Rom darstellte. Poppo setzte sich noch im Herbst 1024 listig in den Besitz von Grado „und hauste furchtbar in der wehrlosen Stadt“ (S. 145). Der neue Papst, „simonistisch emporgekommen“, erkannte Poppos Rechte, wenn auch unter Vorbehalt, an. Die „revolutionäre Partei erkannte mit Schrecken, wessen Interesse ihre Erhebung gegen das ruhmreiche Herrscherhaus gefördert hatte.“ Die Brüder, „zurückberufen oder nicht“, eroberten im Oktober/November 1024 Grado zurück. Noch im Dezember widerrief der Papst die Anerkennung der Rechte Aquileias. – Doch im März 1026 erschien Konrad II. in Italien, wurde zu Ostern 1027 zum Kaiser gekrönt. „Ihm galten die Venezianer für Rebellen, die widerrechtlich Grado gegen Kaiser und Reich besetzt hielten“. „Man musste sie unterwerfen“, stellt Kretschmayr lakonisch fest. Konrad sei gewillt gewesen, den Versuch Ottos II. zu wiederholen, und der venezianischen Unabhängigkeit ein Ende zu setzen (S. 146). Schon im Frühjahr 1026 hatte Konrad die Bestätigung der venezianischen Privilegien verweigert. „Vertrieben oder aus eigenem Entschluss fliehend enteilte Otto an den Hof Romanos' III. nach Konstantinopel.“ Ein „farb- und harmloser Verlegenheitskandidat“, nämlich „Pietro oder Domenico Centranico oder Barbolano“ wurde statt des Führers der Opposition zum Dogen gewählt. „Orsos Verweserschaft erlosch von selbst“, glaubt Kretschmayr, „und der Versuch des Domenico Orseolo, vielleicht eines Enkels des großen Pietro, den Dogat gewaltsam an sich zu bringen, förderte die Sache der Gegner erst recht. Domenico mußte schon am nächsten Tage nach Ravenna entfliehen, und der aus der Verbannung eingeholte Domenico Flabiano wurde zum Dogen gewählt (Sommer? 1032)“ (S. 148).
Weder die Debatte zwischen Gfrörer und Pinton, noch die zurückhaltendere Interpretation Kretschmayrs setzte sich in allgemeineren Darstellungen durch. So richtete sich die Opposition gegen die Orseolo vor allem gegen Macht und Reichtum der Familie, wie etwa die Ausgaben der Encyclopædia Britannica von 1911 und 1926 behaupteten: „the growing wealth and influence soon filled the Venetians with alarm“.
Vittorio Lazzarini widmete dem angeblichen Usurpator und den letzten Angehörigen seiner Familie 1954 eine eigene, wenn auch knappe Darstellung. Darin konstatiert er zunächst, dass „Domenico“ ein im 11. Jahrhundert überaus häufiger Name gewesen sei, was Anlass zu einer Reihe von Verwechslungen gegeben habe. Dennoch erweise sich, dass Domenico Orseolo keineswegs, wie Andrea Dandolo und Marin Sanudo behaupten, nach kurzer Zeit in Ravenna gestorben sei. Im Gegenteil erscheine er noch in einer Urkunde des Jahres 1036. Die bereits genannte Urkunde, die Pietro, den Sohn Domenicos nennt, nennt auch seinen Vater, und zwar gleich zwei Mal ohne die für einen verstorbenen Dogen typische Beifügung „bonus“ (S. 52). Nach Lazzarini lebte er also zu dieser Zeit noch. Nebenbei handelt es sich um eine der letzten Urkunden, die zur Datierung einen byzantinischen Kaiser heranzieht. Da  Kaiser Michael IV. genannt wird, kann die Urkunde frühestens 1034 ausgestellt worden sein; der Ausstellende datiert allerdings vorangehend explizit ins Jahr 1036 („Anno ab incarnacione eiusdem redemptoris nostri milesimo et trigesimo sexto, imperante domno nostro Michael“). Noch im 13. Jahrhundert erscheinen Angehörige der Orseolo in Urkunden Ravennas, so dass Lazzarini davon ausgeht, dass ein Zweig der Orseolo, möglicherweise die Familie Domenicos, nach Ravenna übergesiedelt ist. Ob es neben Pietro noch weitere überlebende Söhne gegeben hat, sei jedoch unklar. Doch auch in Venedig, obwohl seit Jahrhunderten kolportiert worden war, die Orseolo hätten nie wieder ein Amt ausüben dürfen, erscheinen Angehörige der Familie in verschiedenen hohen Ämtern, auch in den höchsten nach dem Dogen. So erscheint 1072 und 1074 ein Pietro Orseolo als iudex, ein Enrico im gleichen Amt in den Jahren 1087 bis 1094. Allerdings begann im frühen 12. Jahrhundert der wirtschaftliche Niedergang der überaus vermögenden Familie. So gingen die Güter um Conche verloren, später folgten die Häuser in der Stadt. Zu Anfang des 12. Jahrhunderts lebte ein Zweig der Orseolo in der Gemeinde Santi Apostoli. Aus diesem Zweig wurde ein Foscari Orseolo als letzter im Großen Rat in ein Amt gewählt (1261). In der ersten Hälfte des 14. Jahrhunderts tauchen Orseolo nur noch als Popularen auf, die keinen Zugang mehr zum Großen Rat hatten, und die in verschiedenen Urkunden als Händler erscheinen.